# Gruppo del Samnaun
Il Gruppo del Samnaun è un gruppo montuoso delle Alpi Retiche occidentali. Si trova in Svizzera (Canton Grigioni) ed Austria (Tirolo). Prende il nome da Samnaun, località del Canton Grigioni.

## Classificazione

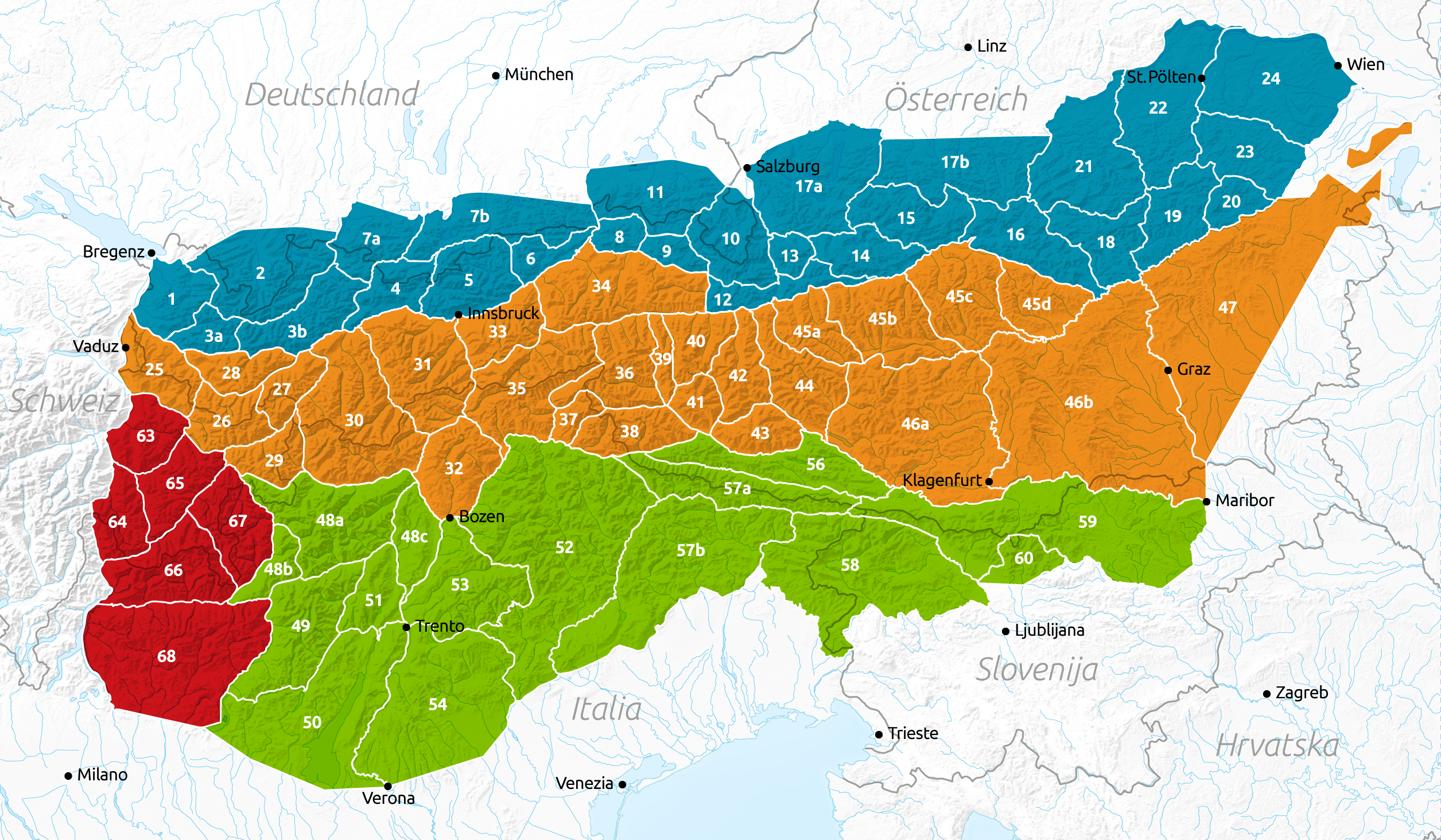
Il Gruppo del Samnaun secondo l'AVE è individuato dal numero 27.

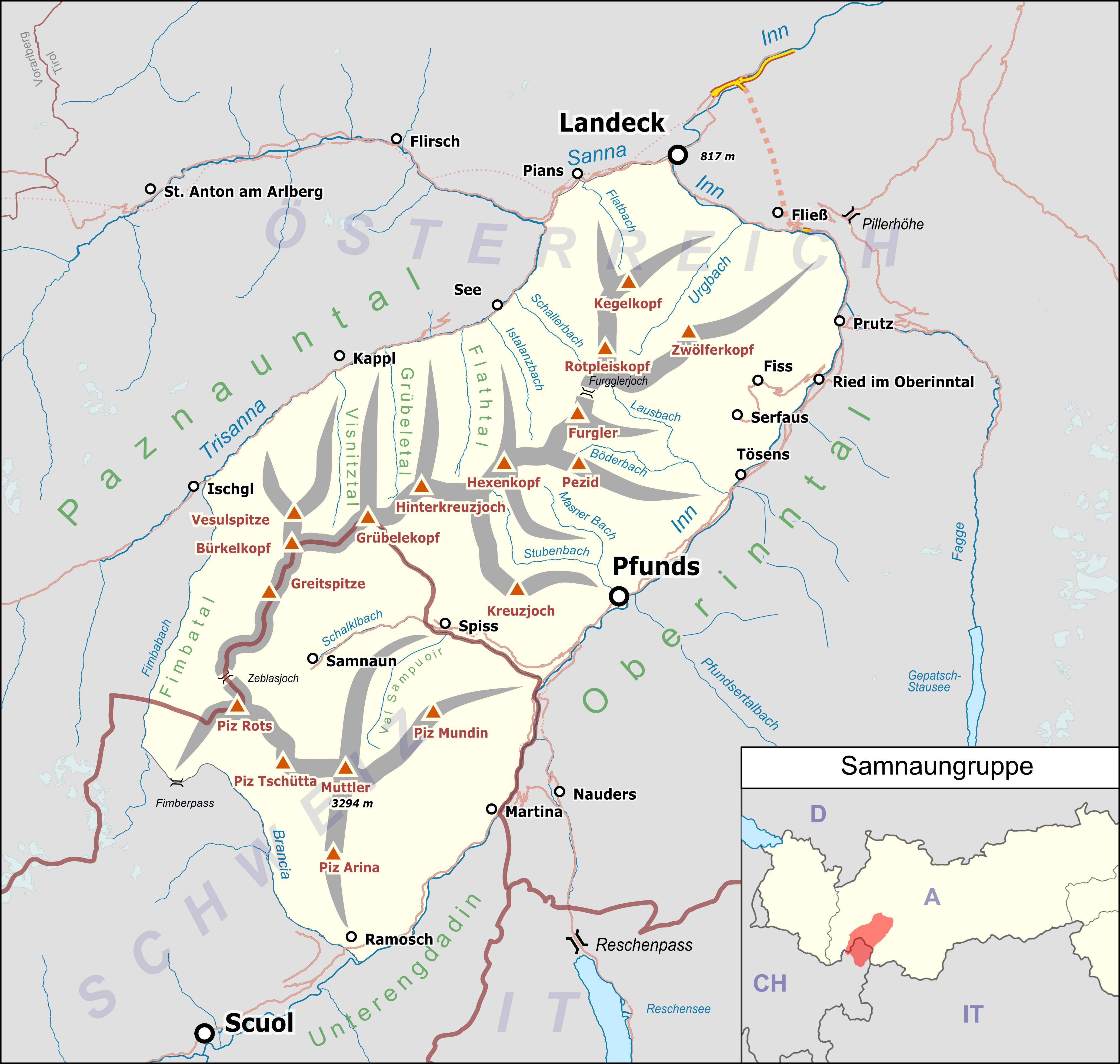
Cartina dettagliata del gruppo montuoso.

Secondo la SOIUSA il Gruppo del Samnaun è un supergruppo alpino con la seguente classificazione:
- Grande parte = Alpi Orientali
- Grande settore = Alpi Centro-orientali
- Sezione = Alpi Retiche occidentali
- Sottosezione = Alpi del Silvretta, del Samnaun e del Verwall
- Supergruppo = Gruppo del Samnaun
- Codice = II/A-15.VI-B

Secondo l'AVE costituisce il gruppo n. 27 di 75 nelle Alpi Orientali.

## Suddivisione
Secondo la SOIUSA il Gruppo del Samnaun è suddiviso in tre gruppi e sette sottogruppi:
- Gruppo del Muttler i.s.a. (5)
  - Gruppo dello Stammerspitz (5.a)
  - Gruppo del Muttler p.d. (5.b)
  - Gruppo del Piz Mundin (5.c)
- Catena Vesulspitze-Gmairerkopf (6)
  - Gruppo del Vesulspitze (6.a)
  - Gruppo del Gmairerkopf (6.b)
- Catena Hexenkopf-Furgler (7)
  - Gruppo dell'Hexenkopf (7.a)
  - Gruppo del Furgler (7.b)

## Vette

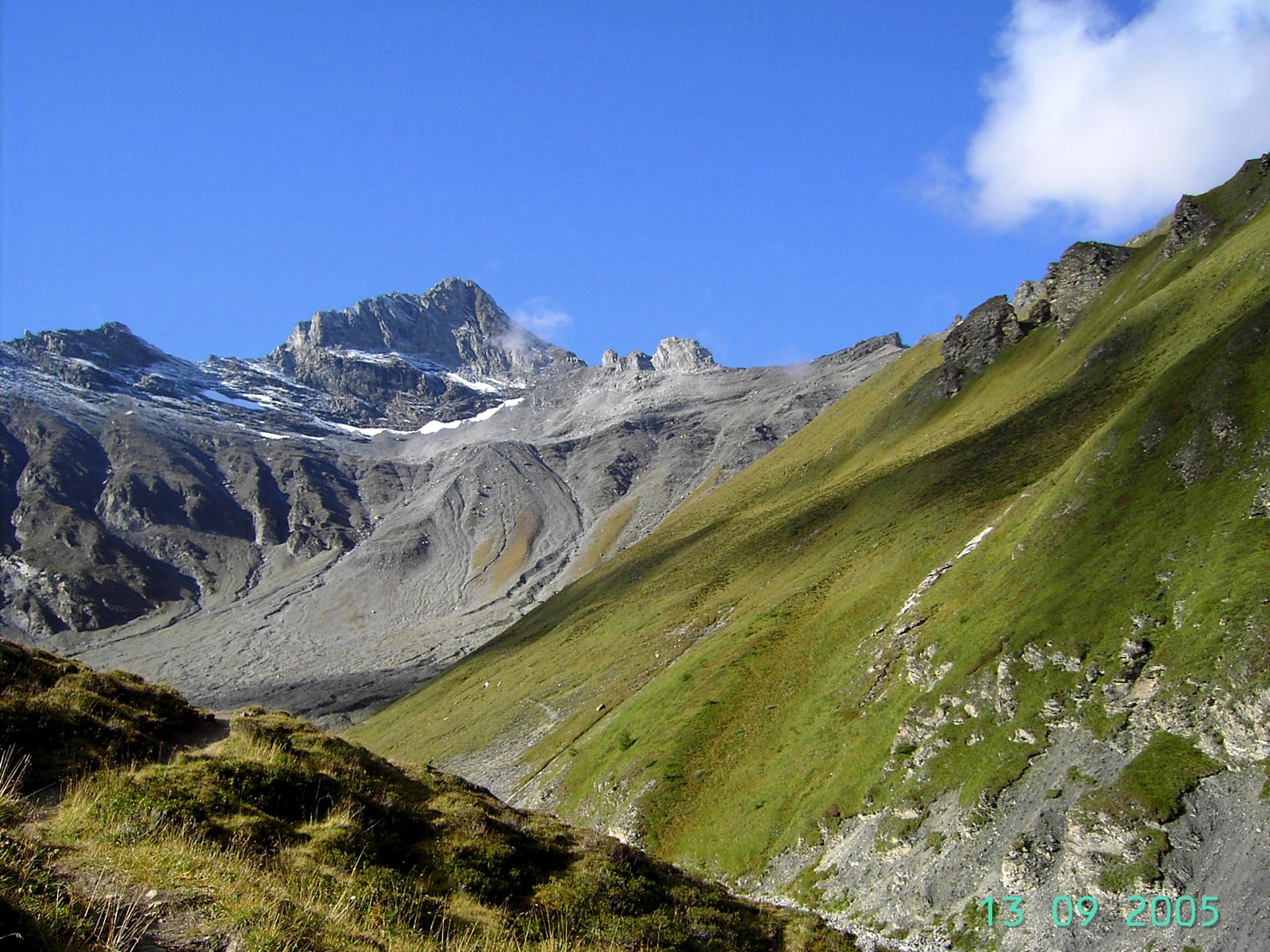
Il Muttler

Le montagne principali del gruppo sono:
- Muttler - 3.293 m
- Stammerspitze - 3.254 m
- Piz Mundin - 3.146 m
- Clucher dal Mundin - 3.120 m
- Piz Rotz (Vesilspitze) - 3.097 m
- Vesulspitze - 3.089 m
- Piz Malmurainza - 3.038 m
- Hexenkopf - 3 035 m
- Sulnerspitz - 3.034 m
- Bürkelkopf - 3.033 m
- Furgler - 3.004 m